# Gavin Smith
Gavin Smith, född den 4 september 1968 i Guelph, Ontario, död den 14 januari 2019 i Houston, var en kanadensisk professionell pokerspelare som vann WPT Mirage Poker Showdown Championship 2005.
Smith lärde sig spela kort när han spelade cribbage och rummy med sin pappa. Han började spela poker vid 26 års ålder med sina arbetskamrater. Han blev poker-dealer 1996 och startade sin egen pokerklubb 1998. Innan dess arbetade även som taxichaufför och på en golfbana.